# Sakado
Sakado (japanska: 坂戸市?, Sakado-shi) är en stad i Saitama prefektur i Japan. Staden fick stadsrättigheter 1976.